# Pedro Gómez Sarmiento de Villandrando
Pedro Gómez Sarmiento de Villandrando (Ribadeo, 1478 – Lucca, 13 ottobre 1541) è stato un cardinale e arcivescovo cattolico spagnolo.

## Biografia
Nacque a Ribadeo nel 1478.
Nel 1523 fu nominato vescovo di Tui, ma già l'anno successivo fu trasferito presso la sede episcopale di Badajoz. Nel 1525 passò alla diocesi di Palencia, che lasciò nel 1534 per diventare arcivescovo di Santiago di Compostela, carica che tenne fino alla morte.
Papa Paolo III lo elevò al rango di cardinale nel concistoro del 18 ottobre 1538, con il titolo di cardinale presbitero dei Santi XII Apostoli.
Nel 1541 fu amministratore apostolico di Anagni per qualche mese.
Morì il 13 ottobre 1541 all'età di 63 anni. Le sue spoglie furono in un primo tempo inumate nel convento domenicano di Anagni, ma successivamente furono traslate nel convento di Benevivere a Palencia.

## Successione apostolica
La successione apostolica è:
- Vescovo Martín de Gurrea (1534)